# Altküla (Padise)
Pour les articles homonymes, voir Altküla.
Altküla est un village de la commune de Padise du comté de Harju en Estonie.
Au 31 décembre 2011, il compte 38 habitants.